# Démographie de Meurthe-et-Moselle
La démographie de Meurthe-et-Moselle est caractérisée par une forte densité et une population en croissance depuis les années 1950.
Avec ses 732 898 habitants en 2022, le département français de Meurthe-et-Moselle se situe en 33e position sur le plan national.
En six ans, de 2015 à 2021, sa population a diminué de près de 1 950 unités, c'est-à-dire de plus ou moins 330 personnes par an. Mais cette variation est différenciée selon les 591 communes que comporte le département.
La densité de population de Meurthe-et-Moselle, 139,7 habitants par kilomètre carré en 2022, est supérieure à celle de la France entière qui est de 107,1 hab./km2 pour la même année.
Les habitants de Meurthe-et-Moselle sont les Meurthe-et-Mosellans.

## Évolution démographique du département de Meurthe-et-Moselle
Le département de la Meurthe est créé par décret du 4 mars 1790 et comporte alors neuf districts (Nancy, Lunéville, Vézelise, Toul, Pont-à-Mousson, Vic-sur-Seille, Dieuze, Sarrebourg, Blâmont). Ce ne sera que le 7 septembre 1871 que sera créé le département de Meurthe-et-Moselle. 
Le premier recensement sera réalisé en 1801 et ce dénombrement, reconduit tous les cinq ans à partir de 1821, permettra de connaître plus précisément l'évolution des territoires.
Avec 415 568 habitants en 1831, le département de la Meurthe représente 1,28 % de la population française, qui est alors de 32 569 000 habitants. De 1831 à 1866, il va gagner 12 819 habitants, soit une augmentation de 0,9 % moyen par an, égal au taux d'accroissement national de 0,48 % sur cette même période.
La population gagne 14,34 % pour la période de l'entre-deux guerres courant de 1921 à 1936 parallèlement à une croissance au niveau national de 6,9 %.
À l'instar des autres départements français, celui de Meurthe-et-Moselle va ensuite connaître un essor démographique, toutefois relativement plus modéré, après la Seconde Guerre mondiale. 
En 2022, le département comptait 732 898 habitants, en évolution de −0,13 % par rapport à 2016 (France hors Mayotte : +2,11 %).
| 1791 | 1801    | 1806    | 1821 | 1826 | 1831    | 1836    | 1841    | 1846 |
| ---- | ------- | ------- | ---- | ---- | ------- | ------- | ------- | ---- |
| -    | 338 115 | 365 810 | -    | -    | 415 568 | 424 366 | 444 603 | -    |

| 1851    | 1856    | 1861    | 1866    | 1872    | 1876    | 1881    | 1886    | 1891    |
| ------- | ------- | ------- | ------- | ------- | ------- | ------- | ------- | ------- |
| 450 423 | 424 373 | 428 643 | 428 387 | 365 137 | 404 609 | 419 317 | 431 693 | 444 150 |

| 1896    | 1901    | 1906    | 1911    | 1921    | 1926    | 1931    | 1936    | 1946    |
| ------- | ------- | ------- | ------- | ------- | ------- | ------- | ------- | ------- |
| 466 417 | 484 722 | 517 508 | 564 730 | 503 810 | 552 087 | 592 632 | 576 041 | 528 805 |

| 1954    | 1962    | 1968    | 1975    | 1982    | 1990    | 1999    | 2006    | 2011    |
| ------- | ------- | ------- | ------- | ------- | ------- | ------- | ------- | ------- |
| 607 022 | 678 078 | 705 413 | 722 588 | 716 846 | 711 822 | 713 779 | 725 302 | 733 124 |

| 2016    | 2021    | 2022    | - | - | - | - | - | - |
| ------- | ------- | ------- | - | - | - | - | - | - |
| 733 821 | 732 486 | 732 898 | - | - | - | - | - | - |

## Population par divisions administratives

### Arrondissements
Le département de Meurthe-et-Moselle comporte quatre arrondissements. La population se concentre principalement sur l'arrondissement de Nancy, qui recense 58 % de la population totale du département en 2022, avec une densité de 270,3 hab./km2, contre 22 % pour l'arrondissement de Val-de-Briey, 10 % pour celui de Lunéville et 9 % pour celui de Toul.
| Arrondissement  | Population(2022) | Variation(2022/2016)                       | Superficie(km2) | Densité(hab./km2) |
| --------------- | ---------------- | ------------------------------------------ | --------------- | ----------------- |
| Nancy           | 428 111          | en évolution de +2 % par rapport à 2016    | 1 583,92        | 270,3             |
| Val-de-Briey    | 164 773          | en évolution de −0,92 % par rapport à 2016 | 1 018,4         | 161,8             |
| Lunéville       | 74 592           | en évolution de −5,17 % par rapport à 2016 | 1 438,11        | 51,9              |
| Toul            | 65 422           | en évolution de −5,39 % par rapport à 2016 | 1 205,48        | 54,3              |
| Source : Insee. |                  |                                            |                 |                   |

### Communes de plus de10 000 habitants
Sur les 591 communes que comprend le département de Meurthe-et-Moselle, 71 ont en 2021 une population municipale supérieure à 2 000 habitants, 32 ont plus de 5 000 habitants, dix ont plus de 10 000 habitants et deux ont plus de 25 000 habitants : Nancy et Vandœuvre-lès-Nancy.
Les évolutions respectives des communes de plus de 10 000 habitants sont présentées dans le tableau ci-après.
| Commune             | Population(2022) | Variation(2022/2016)                       | Superficie(km2) | Densité(hab./km2) |
| ------------------- | ---------------- | ------------------------------------------ | --------------- | ----------------- |
| Nancy               | 104 387          | en évolution de −0,2 % par rapport à 2016  | 15,01           | 6 954,5           |
| Vandœuvre-lès-Nancy | 29 697           | en évolution de −1,61 % par rapport à 2016 | 9,46            | 3 139,2           |
| Lunéville           | 17 920           | en évolution de −3,48 % par rapport à 2016 | 16,34           | 1 096,7           |
| Toul                | 15 570           | en évolution de −0,87 % par rapport à 2016 | 30,59           | 509               |
| Longwy              | 15 492           | en évolution de +5,23 % par rapport à 2016 | 5,34            | 2 901,1           |
| Villers-lès-Nancy   | 14 938           | en évolution de +3,34 % par rapport à 2016 | 9,95            | 1 501,3           |
| Laxou               | 15 126           | en évolution de +5,62 % par rapport à 2016 | 15,94           | 948,9             |
| Pont-à-Mousson      | 14 383           | en évolution de −0,15 % par rapport à 2016 | 21,6            | 665,9             |
| Saint-Max           | 10 100           | en évolution de +2,31 % par rapport à 2016 | 1,85            | 5 459,5           |
| Villerupt           | 10 086           | en évolution de +4,57 % par rapport à 2016 | 6,56            | 1 537,5           |
| Source : Insee.     |                  |                                            |                 |                   |

## Structures des variations de population

### Soldes naturels et migratoires depuis 1968
La variation moyenne annuelle est positive depuis les années 1970, passant de 0,3 à 0 %
Le solde naturel annuel qui est la différence entre le nombre de naissances et le nombre de décès enregistrés au cours d'une même année, a baissé, passant de 0,8 à 0,1 %. La baisse du taux de natalité, qui passe de 17,9 à 10 ‰, n'est que faiblement compensée par une baisse du taux de mortalité, qui parallèlement passe de 9,8 à 9,3 ‰.
Le flux migratoire reste négatif sur la période courant de 1968 à 2021. Le taux annuel croît toutefois, passant de −0,5 à −0,1 %. 
| Indicateurs démographiques                       | 1968 à1975 | 1975 à1982 | 1982 à1990 | 1990 à1999 | 1999 à2010 | 2010 à2015 | 2015 à2021 |
| ------------------------------------------------ | ---------- | ---------- | ---------- | ---------- | ---------- | ---------- | ---------- |
| Variation annuelle moyenne de la population en % | 0,3        | -0,1       | -0,1       | 0,0        | 0,2        | 0,1        | -0,0       |
| - due au solde naturel en %                      | 0,8        | 0,6        | 0,5        | 0,4        | 0,3        | 0,3        | 0,1        |
| - due au solde apparent des entrées sorties en % | -0,5       | -0,7       | -0,6       | -0,3       | -0,1       | -0,2       | -0,1       |
| Taux de natalité en ‰                            | 17,9       | 15,1       | 14,3       | 12,4       | 11,9       | 11,4       | 10,0       |
| Taux de mortalité en ‰                           | 9,8        | 9,5        | 9,1        | 8,7        | 8,6        | 8,7        | 9,3        |
| Source : Insee.                                  |            |            |            |            |            |            |            |

### Mouvements naturels sur la période 2014-2022
En 2014, 8 135 naissances ont été dénombrées contre 6 232 décès. Le nombre annuel des naissances a diminué depuis cette date, passant à 6 560 en 2022, indépendamment à une augmentation, mais relativement faible, du nombre de décès, avec 7 416 en 2022. Le solde naturel est ainsi négatif et diminue, passant de 1 903 à -856.
Pour des raisons techniques, il est temporairement impossible d'afficher le graphique qui aurait dû être présenté ici.

## Densité de population
La densité de population est élevée et stable depuis 1968, en cohérence avec la stabilité de la population.
En 2021, la densité était de 139,6 hab./km2.
| 1968 |  | 134.5 |  |

| 1975 |  | 137.8 |  |

| 1982 |  | 136.7 |  |

| 1990 |  | 135.7 |  |

| 1999 |  | 136.1 |  |

| 2010 |  | 139.6 |  |

| 2015 |  | 140.0 |  |

| 2021 |  | 139.6 |  |

## Répartition par sexes et tranches d'âges
La population du département est plus jeune qu'au niveau national.
En 2021, le taux de personnes d'un âge inférieur à 30 ans s'élève à 36,3 %, soit au-dessus de la moyenne nationale (35,1 %). À l'inverse, le taux de personnes d'âge supérieur à 60 ans est de 26 % la même année, alors qu'il est de 26,6 % au niveau national.
En 2021, le département comptait 355 656 hommes pour 376 830 femmes, soit un taux de 51,45 % de femmes, légèrement inférieur au taux national (51,61 %).
Les pyramides des âges du département et de la France s'établissent comme suit.
| Hommes | Classe d’âge | Femmes |
| ------ | ------------ | ------ |
| 0,6    | 90 ou +      | 1,8    |
| 6,6    | 75-89 ans    | 9,3    |
| 16,2   | 60-74 ans    | 17,4   |
| 19,5   | 45-59 ans    | 18,9   |
| 18,9   | 30-44 ans    | 18     |
| 20,6   | 15-29 ans    | 18,9   |
| 17,6   | 0-14 ans     | 15,6   |

| Hommes | Classe d’âge | Femmes |
| ------ | ------------ | ------ |
| 0,7    | 90 ou +      | 1,9    |
| 7,0    | 75-89 ans    | 9,5    |
| 16,6   | 60-74 ans    | 17,5   |
| 20,0   | 45-59 ans    | 19,5   |
| 18,8   | 30-44 ans    | 18,3   |
| 18,3   | 15-29 ans    | 16,7   |
| 18,6   | 0-14 ans     | 16,7   |

## Répartition par catégories socioprofessionnelles
La catégorie socioprofessionnelle des autres personnes sans activité professionnelle est surreprésentée par rapport au niveau national. Avec 19,5 % en 2021, elle est 2,5 points au-dessus du taux national (17 %). La catégorie socioprofessionnelle des cadres et professions intellectuelles supérieures est quant à elle sous-représentée par rapport au niveau national. Avec 8,1 % en 2021, elle est 2 points en dessous du taux national (10,1 %).
| Catégorie socioprofessionnelle                    | 2015    | 2015 | 2021    | 2021 | Détails de l'année 2021 | Détails de l'année 2021 | Détails de l'année 2021            | Détails de l'année 2021            | Détails de l'année 2021            |
| Catégorie socioprofessionnelle                    | Nb      | %    | Nb      | %    | Hommes                  | Femmes                  | Part en % de la population âgée de | Part en % de la population âgée de | Part en % de la population âgée de |
| Catégorie socioprofessionnelle                    | Nb      | %    | Nb      | %    | Hommes                  | Femmes                  | 15 à 24 ans                        | 25 à 54 ans                        | 55 ans ou +                        |
| ------------------------------------------------- | ------- | ---- | ------- | ---- | ----------------------- | ----------------------- | ---------------------------------- | ---------------------------------- | ---------------------------------- |
| Agriculteurs exploitants                          | 2 469   | 0,4  | 2 508   | 0,4  | 1 950                   | 558                     | 0,0                                | 0,5                                | 0,4                                |
| Artisans, commerçants, chefs d'entreprise         | 16 389  | 2,7  | 17 231  | 2,8  | 12 256                  | 4 975                   | 0,5                                | 4,6                                | 1,7                                |
| Cadres et professions intellectuelles supérieures | 46 263  | 7,6  | 49 763  | 8,1  | 28 410                  | 21 353                  | 2,2                                | 13,9                               | 4,1                                |
| Professions intermédiaires                        | 86 332  | 14,2 | 89 252  | 14,6 | 41 133                  | 48 119                  | 8,2                                | 24,9                               | 5,6                                |
| Employés                                          | 104 246 | 17,2 | 100 639 | 16,4 | 26 928                  | 73 712                  | 14,0                               | 25,5                               | 7,2                                |
| Ouvriers                                          | 78 429  | 12,9 | 74 448  | 12,2 | 61 314                  | 13 134                  | 9,8                                | 19,6                               | 4,8                                |
| Retraités                                         | 157 238 | 25,9 | 158 742 | 25,9 | 73 690                  | 85 052                  | 0,0                                | 0,2                                | 66,3                               |
| Autres personnes sans activité professionnelle    | 115 735 | 19,1 | 119 242 | 19,5 | 47 345                  | 71 897                  | 65,2                               | 10,6                               | 9,9                                |
| Ensemble                                          | 607 101 | 100  | 611 826 | 100  | 293 027                 | 318 798                 | 100                                | 100                                | 100                                |
| Sources : Insee,.                                 |         |      |         |      |                         |                         |                                    |                                    |                                    |